# Поликрат
Поликрат (грч. Πολυκράτης), био је тиранин острва Самоса од око 538. п. н. е. до 522. п. н. е.
Самос је грчко острво у Егејском мору, лоцирано уз саму обалу Мале Азије, близу античког града Милета. Иако грчка државица, припадао је, као и други полиси у том делу Егејског мора, краљевству лидијског краља Креза. Када је овај богати владар поражен и убијен 547. п. н. е. од стране персијског краља Кира Великог, Лидија је припојена Ахеменидској империји. Током Хериног фестивала 540. п. н. е., три брата, Поликрат, Пантагност и Силосон, извршили су државни преврат. Подржани од стране многих суграђана који су поседовали оружје, заузели су цитаделу у Самосу и преузели власт.
Врло брзо након преврата, Поликрат је убивши Пантагнота и прогнавши Силосона са острва (после братовљеве смрти вратио се на Самос уз персијску помоћ и владао њиме до 479. п. н. е. када је након битке код Микале острво ослобођено), приграбио целокупну власт за себе. Удружио се са Амазисом II, египатским фараоном, као и са тиранином Наксоса Лигдамисом. Египатски фараон био је свестан да га копненим путем Синајска пустиња брани и да Персијанци неће напасти долину Нила све док он и његови савезници „владају таласима“ Медитерана. Изградио је флоту, заузео Кипар и Поликрату, свом главном савезнику, дао велике количине новца да игради флоту од не мање од 100 бродова од по 50 веслача и по 10 стрелаца. Њихово савезништво коштало је Египат један талент дневно, што је износило 7-8 тона сребра годишње, за то време огромно богатсво. Поликрат је од тог новца почео да гради бродове и врло брзо је с флотом од 100 пентеконтера и армијом од 1.000 стрелаца започео с пљачкањем острва Егејског мора и градова на јонској обали Мале Азије. Том приликом успео је да порази и зароби флоте Лезбоса и Милета. Освојио је и мало острво Ренеа, које је повезао са оближњим Делосом у знак захвалности богу Аполону.
Пратила га је репутација необузданог ратника и просвећеног тиранина. Као и многи други тирани велику пажњу поклањао је уметности и науци. На Самосу су за време Поликратове владавине стасале величине попут песника Анакреона из јонског Теоса, највећег инжењера античке Грчке Еупалиноса од Мегаре и великог старогрчког математичара и филозофа Питагоре. На самом острву изграђени су велики Херин храм (Хераион), делом очуван до данас, један од првих плански изграђених и најпознатији антички планински тунел (Еупалиносов тунел, дужине 1036 метара који и данас обилазе туристи) који је служио као акведукт, лучки мол у Питагориу, владарска палата коју је касније обновио римски император Калигула и друго. Године 522. п. н. е. Поликрат је организовао прославу, двоструки фестивал у част богу Аполону од Делоса и од Делфија, значајну по томе, како неки историјски извори наводе, што је „Хомерова ода Аполону“ компонована баш овом пригодом. 
Према Херодоту, Амазис је веровао да је Поликрат и превише успешан, те га је посаветовао да одбаци оно што је највише вредновао тамо где неће бити доступно ни једном човеку како би избегао губитак среће. Послушавши га Поликрат је бацио у море смарагдни прстен обложен златом. Неколико дана касније, један рибар уловио је велику рибу коју је пожелео да подели са тиранином. И док су Поликратови кувари припремали рибу за јело открили су у њој прстен. Поликрат је, верујући да је реч о божанском привиђењу о вечитој срећи, то пренео Амазису на шта је Амазис одговорио раскидањем савеза, сматрајући да тако срећан човек може на крају лоше завршити, а самим тим и њега повући са собом.
Вероватније је да је до распада савеза дошло услед Поликратовог новог савезништва са персијским краљем Камбизом II. Није сасвим познато зашто, али се после смрти Кира Великог, оца Камбиза II, 530. п. н. е. Поликрат окренуо Персији. До тада је Поликрат поринуо флоту од 40 тријера, поставши тако владарем можда и прве грчке државе која је поседовала флоту најмодернијег типа ратних бродова. На ратни позив новог персијског краља у поход против Египта Поликрат је послао своју моћну флоту. У посаде ових бродова уврстио је људе које је сматрао политички опасним и послао поруку Камбизу да „му их не враћа“. Међутим, прозревши Поликратову намеру да их се ослободи слањем у сигурну смрт, изгнаници су окренули бродове назад ка Самосу да би напали тиранина. Иако су поразили Поликрата на мору нису успели да заузму острво. Пребацили су се на грчко копно и склопили савез са Спартом и Коринтом, који су потом извели напад на Самос. Међутим, после 40 дана неуспешне опсаде цитаделе и ове снаге су се повукле. Поликрат је наставио мирно да влада и да планира даље потезе. 
У наредном покушају да се ослободи противника наредио је да се уништи гимназијум, чиме је желео да стане једном за свагда на крај педерастији античке Грчке која је имала репутацију опасну по тиране. Наиме, оно што је ускратио другима није и себи. За себе је задржао дечака по имену Смердис. Једном приликом, када је песник Анакреон, у то време гост тиранина, понесен младићевим духовним квалитетима понудио пријатељство на које му је Смердис одговорио, Поликрат је постао љубоморан и наредио да се дечакова дуга коса одсече. 
Антички историчар Херодот забележио је и причу о Поликратовој смрти. При крају владавине Камбиза II, Спартанци су припремали напад на Самос и Поликрату су били потребни нови пријатељи на које би могао да се ослони у одбрани свога краљевства. Персијски сатрап Сарда, Орет, планирао је да убије Поликрата и смислио је како то да учини само уз помоћ гласника и уверљиве лажи. Орет је обавестио Поликрата да се прибојава Камбиза и да располаже средствима која би учинила Поликрата најмоћнијим грчким тиранином свих времена. Поликрат је био заинтригиран али је понуду примио обазриво. Узвратио је поруком у којој је тражио од Орета да се сусретну ради даљих преговора, али је Орет био превише лукав, те је Поликратовом гласнику показао лажне сандуке пуне злата испод кога се налазило обично камење. По повратку на Самос гласник је обавестио свога господара да Оретис заиста има небројено благо. Поликратови саветници и пророци нису били тако брзи да поверују Орету и упозоравали су га да се не састаје са Персијанцем. И Поликратова ћерка је оцу препричала сновиђење у коме је он, њен отац, подигнут у ваздух, опран од стране Зевса и премазан уљем од стране Хелиоса. Супротно предсказањима и саветима Поликрат је ипак испловио у сусрет судбини праћен бројном свитом. Орет није губио време и одмах по сусрету заробио је Поликрата и његове пратиоце. Начин на који је убиство изведено Херодот не бележи, али судећи по многим другим записима велики тиранин је убијен на свиреп начин и потом разапет. Амазисово упозорење и сан његове ћерке су се обистинили. Поликрат је доживео горак крај, обешен у ваздуху да га сперу Зевсове кише и опрљи додир Хелиоса (Сунца).
Немачки песник, драматург, филозоф и историчар Фридрих Шилер опевао је 1797. године Поликрата и његову епоху у својој познатој балади „Поликратов прстен“ ("Des Ring des Polykrates").